# Scoop (film, 2024)
Pour les articles homonymes, voir Scoop et Scoop (homonymie).
Pour plus de détails, voir Fiche technique et Distribution.
Scoop est un film britannique réalisé par Philip Martin et sorti en 2024. Il s'agit d'une adaptation de l'ouvrage autobiographique Scoops: Behind The Scenes of the BBC's Most Shocking Interview de Sam McAlister (en). Il est diffusé sur Netflix.
Le film revient sur la genèse de l'émission BBC Newsnight (en) de la BBC qui avait diffusé en novembre 2019 un épisode sur les liens entre le prince Andrew et l'affaire Epstein.

## Synopsis
En 2019, l'équipe de l'émission britannique BBC Newsnight (en), diffusée sur BBC Two, se démène en coulisses pour négocier avec diverses personnes du palais de Buckingham. Les producteurs souhaitent obtenir une interview exclusive et très attendue du prince Andrew, alors empêtré dans le scandale sexuel lié à Jeffrey Epstein.

## Fiche technique
Sauf indication contraire, les informations mentionnées dans cette section peuvent être confirmées par la base de données cinématographiques IMDb,  présente dans la section « Liens externes ».
- Titre original : Scoop
- Réalisation : Philip Martin
- Scénario : Peter Moffat et Geoff Bussetil, d'après Scoops: Behind The Scenes of the BBC's Most Shocking Interview de Sam McAlister (en)
- Musique : Anne Nikitin et Hannah Peel
- Décors : Stéphane Collonge
- Costumes : Matthew Price
- Photographie : Nanu Segal
- Montage : Kristina Hetherington
- Production : Radford Neville, Hilary Salmon et Sanjay Singhal

Coproducteur : Eimhear McMahon
- Sociétés de production : The Lighthouse Film & Television et Voltage TV
- Société de distribution : Netflix
- Budget : N/A
- Pays de production :  Royaume-Uni
- Langue originale : anglais
- Format : couleur
- Genre : drame biographique
- Date de sortie[1] : 5 avril 2024 (sur Netflix)

## Distribution
- Gillian Anderson (VF : Danièle Douet) : Emily Maitlis
- Rufus Sewell (VF : Xavier Fagnon) : le prince Andrew
- Billie Piper (VF : Sylvie Jacob) : Sam McAlister (en)
- Keeley Hawes (VF : Hélène Bizot) : Amanda Thirsk
- Connor Swindells (VF : Marc Arnaud) : Jae Donnelly
- Romola Garai (VF : Maïa Michaud) : Esme Wren
- Charity Wakefield : la princesse Beatrice
- Lia Williams (VF : Lydia Cherton) : Fran Unsworth (en)
- Jordan Kouamé (VF : Baptiste Marc) : Freddy
- Richard Goulding (en) (VF : Patrick Mancini) : Stewart Maclean

 Source et légende : version française (VF) sur RS Doublage

## Production

### Genèse et développement
En juillet 2022, il est annoncé qu'une adaptation de l'ouvrage autobiographique Scoops: Behind The Scenes of the BBC's Most Shocking Interview de Sam McAlister (en), ancienne productrice de l'émission Newsnight, va être développée. Le scénariste Peter Moffat explique le film se focalisera « sur la façon dont l'équipe Newsnight de la BBC a obtenu le scoop... [et]... Pourquoi a-t-il accepté de le faire ? ». Philip Martin est ensuite annoncé à la réalisation. Hilary Salmon et Radford Neville de The Lighthouse produisent le film avec Sanjay Singhal de Voltage TV.

### Attribution des rôles
Gillian Anderson, Rufus Sewell, Keeley Hawes et Billie Piper sont annoncés en février 2023. Sam McAlister, qui était en partie responsable de la négociation pour l'interview du prince Andrew, déclare que c'était très émouvant pour elle d'être jouée à l'écran par Billie Piper. Il est précisé que Keeley Hawes incarnera Amanda Thirsk, ancienne secrétaire privée du prince Andrew.

### Tournage
Le tournage a lieu en 2023. Des photos de Gillian Anderson habillée en Maitlis prises sur le plateau de tournage sont dévoilées en ligne fin février 2023. Les prises de vues se déroulent à Londres.